# Janusz Sepioł
Janusz Marian Sepioł (ur. 8 września 1955 w Gorlicach) – polski architekt i historyk sztuki, polityk, w latach 2002–2006 marszałek województwa małopolskiego, senator VII i VIII kadencji.

## Życiorys
W 1980 ukończył studia na Wydziale Architektury Politechniki Krakowskiej. Skończył też historię sztuki na Wydziale Filozoficzno-Historycznym Uniwersytetu Jagiellońskiego. W latach 1981–1990 zajmował stanowisko projektanta w Biurze Rozwoju Krakowa. Od 1990 do 1997 z roczną przerwą był dyrektorem Wydziału Polityki Regionalnej i Przestrzennej w Urzędzie Wojewódzkim w Krakowie. Od 1991 do 1992 zajmował stanowisko zastępcy dyrektora Międzynarodowego Centrum Kultury w Krakowie. Od 1998 był dyrektorem Departamentu Planowania Przestrzennego w Urzędzie Mieszkalnictwa i Rozwoju Miast.
Zdobywca kilku nagród za prace urbanistyczne, m.in.: 1982 – I miejsce w Międzynarodowym Konkursie Młodych Architektów w Weliko Tyrnowo (w zespole), 1988 – Nagroda I stopnia Ministerstwa Budownictwa i Gospodarki Przestrzennej za Plan Ogólnego Krakowa (w zespole), 1995 – I nagroda w konkursie SARP na centrum miasta Tychy (w zespole z Marcinem i Małgorzatą Włodarczykami) oraz 1995 – I nagroda w konkursie SARP na fragment centrum miasta Tarnowa (w zespole jw.).
W latach 1999–2002 pełnił funkcję wicemarszałka województwa małopolskiego, następnie do 2006 był marszałkiem tego województwa. Od 2002 do 2007 zasiadał także w sejmiku małopolskim. W 2006 został pełnomocnikiem prezydenta Krakowa ds. kultury. Powołany w skład Społecznego Komitetu Odnowy Zabytków Krakowa (SKOZK).
W wyborach parlamentarnych w 2007 z listy Platformy Obywatelskiej został wybrany na senatora VII kadencji w okręgu krakowskim, otrzymując 301 893 głosy. W 2011 z powodzeniem ubiegał się o reelekcję, w nowym okręgu jednomandatowym dostał 77 790 głosów. W 2015 bez powodzenia ubiegał się o mandat poselski. Następnie został kierownikiem zespołu ds. zagospodarowania przestrzennego województwa w urzędzie marszałkowskim.
W 2021 objął stanowisko architekta miejskiego w Rzeszowie. W 2024 został natomiast powołany na głównego architekta miasta Krakowa.

## Odznaczenia
W 1997 otrzymał Srebrny Krzyż Zasługi. W 2011 został odznaczony Brązowym Medalem Honorowym za Zasługi dla Województwa Małopolskiego, a w 2015 Odznaką Honorową za Zasługi dla Samorządu Terytorialnego.